# Йон Стефенсон фон Течнер
Йон Стефенсон фон Течнер (англ. Jon Stephenson von Tetzchner; 29 серпня 1967, Рейк'явік) — співзасновник компанії Opera Software.
Фон Течнер отримав безліч нагород за свої досягнення під час роботи в Opera Software. 2005 року він був включений в список членів «Форуму нових глобальних лідерів» Всесвітнього економічного форуму. 2009 року фон Течнер був включений в найкращі 40 лідерів, які формують індустрію мобільного зв'язку, аналітичною компанією Informa і в найкращі 15 мобільних авторитетів блогом GigaOM.

## Біографія
Народився 29 серпня 1967 року в Рейк'явіку. Фон Течнер має ступінь магістра комп'ютерних наук Університету Осло.
Після завершення своєї освіти з 1991 по 1995 рік фон Течнер працював науковим співробітником у норвезькій компанії Norwegian Telecom Research (Telenor). У 1994 разом з колегою Гейром Іварсьоєм розробив браузерну систему MultiTorg Opera. Робота над проєктом була згорнута компанією, але Гейр і Йон оформили права на продукт, заснували власну компанію та продовжили розробку браузера. Тепер відомий просто як Opera, браузер отримав популярність, незважаючи на конкуренцію. Opera Software зросла до більш ніж 500 співробітників, коли переїхала у свої нинішні офіси в Осло.
21 квітня 2005 року фон Течнер оголосив, що якщо кількість завантажень нової версії Opera 8 досягне одного мільйона протягом чотирьох днів, то він перепливе Атлантичний океан з Норвегії в США. Мільйон був досягнутий, і Opera Software оголосила, що фон Течнер «стримає своє слово». 25 і 26 квітня на офіційному сайті Opera описувалася несерйозна «спроба» переплисти океан і її швидкий та смішний «провал». Історія висвітлювалася у всьому світі як технологічними, так і загальнотематичних медіа.
До 40-річчя фон Течнер 29 серпня 2007 Opera Software оголосила, що випустить першу публічну альфа-версію Kestrel — робочу назву того, що стало Opera 9.5. Найбільшим бажанням фон Течнера було дати спільноті попереднє превью Kestrel, який був у розробці понад рік.
5 січня 2010 року Йон покинув пост CEO, який займав протягом 15 років з моменту заснування компанії. Після цього Течнер продовжував працювати в Opera Software на повний робочий день як стратегічний радник компанії. 30 червня 2011 року через розбіжності з радою директорів та менеджментом фон Течнер покинув компанію.
7 липня 2013 року Йон фон Течнер зареєстрував торгову марку VIVALDI, а 26 серпня 2013 — приватну компанію Vivaldi Technologies зі статутним капіталом 3 млн норвезьких крон (близько 350 тис. Євро). Головний офіс компанії розташований в м. Рейк'явік, Ісландія. На 1 жовтня 2013 року компанія налічувала близько 20 співробітників, майже половина з яких є колишніми співробітниками колишньої компанії Йона — Opera Software.
Першим публічним продуктом нової компанії став портал Vivaldi.net, відкритий 19 грудня 2013 року. Серед причин створення цього порталу Йон у відкритому листі користувачам [Архівовано 6 серпня 2014 у Wayback Machine.] (російськомовний переклад [Архівовано 1 лютого 2014 у Wayback Machine.]) назвав швидке закриття сайту спільноти My Opera, намічене на 1 березня 2014 року. Зокрема, він сказав:
Vivaldi.net — не єдиний проєкт, над яким працює компанія Vivaldi Technologies. Так, в інтерв'ю онлайновому виданню Компьютерра, опублікованому 3 лютого 2014, Йон фон Течнер сказав, що «ми ведемо роботу над деякими дуже цікавим матеріалом», при цьому із січня 2014 року в мережі відкрита сторінка Vivaldi.com [Архівовано 23 березня 2022 у Wayback Machine.], на якій повідомляється про підготовку якихось нових продуктів компанії.
27 січня 2015 року Vivaldi Technologies оголосила про випуск свого нового веббраузера Vivaldi. Його версія 1,0 вийшла у квітні 2016 року. Джон фон Тетцнер та його команда роблять особистий і багатий на функції браузер, який враховує потреби кожного користувача. Vivaldi є самофінансуванням і має на меті бути таким чином, коли працівники тримають справедливість.